# Sacrofano
Sacrofano es una localidad italiana de la provincia de Roma, región de Lacio, con 7.288 habitantes.

## Evolución demográfica
| Gráfica de evolución demográfica de Sacrofano entre 1861 y 2001 |
|                                                                 |
| Fuente ISTAT - elaboración gráfica de Wikipedia                 |